# Moon, Light & Flowers
Moon, Light & Flowers è il primo album in studio di Michael Cretu, pubblicato nel 1979 dall'eticchetta Polydor Records.

## Tracce
1. "'57 (The Year I Was Born)" – 4:29
2. "Fire and Rain" – 4:15
3. "Wild River" – 4:35
4. "Shadows Over my Head"¹ – 3:54
5. "Love Me" – 3:59
6. "Moonlight Flower" – 3:41
7. "Sparks of Imagination" – 5:05
8. "Streets of Time" – 3:56
9. "Song for Unknown Heroes" – 6:30